# Кит (Оаза)
Кит (фр. Cuts) насеље је и општина у североисточној Француској у региону Пикардија, у департману Оаза која припада префектури Компјењ.
По подацима из 2011. године у општини је живело 941 становника, а густина насељености је износила 87,29 становника/km². Општина се простире на површини од 10,78 km². Налази се на средњој надморској висини од 79 метара (максималној 155 m, а минималној 47 m).

## Демографија
| 1962. | 1968. | 1975. | 1982. | 1990. | 1999. | 2011. |
| ----- | ----- | ----- | ----- | ----- | ----- | ----- |
| 665   | 667   | 641   | 689   | 736   | 858   | 941   |

График промене броја становника у току последњих година